# Gunnar Falk (skådespelare)
Gunnar Åke Falk, född 5 december 1955 i Sigtuna församling i Stockholms län, är en svensk skådespelare, målare, tecknare och författare. 
Gunnar Falk är son till konstnären Lars Erik Falk och författaren Kerstin Thorvall samt yngre bror till Hans Falk och farbror till dennes son Mårten Falk.
Han debuterade som konstnär 1984. På 1980-talet medverkade han i flera filmer. Han har gett ut flera böcker tillsammans med bland andra brodern Hans Falk.
Gunnar Falk var på 1990-talet sambo med Lena Ag (född 1957), med vilken han fick en dotter 1995. År 2010 gifte han sig med Anna-Karin Sten (född 1964).

## Filmografi
- 1981 – Inter Rail
- 1982 – Oldsmobile
- 1982 – Dubbelsvindlarna (TV-serie)
- 1983 – Profitörerna (TV-serie)
- 1983 – Lyckans ost
- 1984 – Sömnen
- 1986 – I lagens namn
- 1989 – Förhöret

### Fotnoter
1. ↑   Sveriges befolkning 1970 (Version 1.00). Stockholm: Sveriges släktforskarförb. 2002. Libris 8861349. ISBN 91-87676-31-1
2. ↑  "Ännu mera förbjudet" Arkiverad 6 december 2010 hämtat från the Wayback Machine., expressen.se 2010-12-01, hämtad 2010-12-03
3. 1 2   Sveriges befolkning 1990. Ramsele: Svensk arkivinformation (SVAR), Riksarkivet. 2011. Libris 12076919. ISBN 9789188366917